# Fabio Zanelli
Fabio Zanelli (Cesena, 13 settembre 1976) è un ex cestista italiano.

## Carriera
Dopo le prime stagioni a Cervia e Modena esordisce in Serie A con il Basket Rimini. Nelle tre stagioni a Rimini si distingue con una media punti di 7,4 a gara. Successivamente passa alla Victoria Libertas Pesaro, con cui gioca la semifinale scudetto nel 2001, e da qui alla Virtus Roma con cui raggiunge lo stesso traguardo nel 2003.
Dopo alcune stagioni in LegaDue, ritorna in massima serie nel 2006, disputando la prima parte di campionato alla Società Sportiva Felice Scandone, e successivamente nel 2008-2009, rimanendo per due stagioni nel Basket Club Ferrara, alla cui promozione in serie A aveva contribuito.
Dal dicembre 2012 fino al termine della stagione milita nell'Aurora Basket Jesi.
Dal 18 dicembre 2013 è in forza alla Virtus Basket Bergamo, nel campionato di DNC. Rimane nel capoluogo orobico anche nella stagione successiva quando la società, dopo aver conquistato la promozione, si riorganizza in Bergamo Basket 2014.

## Statistiche
Dati aggiornati al 15 maggio 2012
| Stagione        | Squadra               | Competizione | Partite | Partite | Partite | Statistiche tiro | Statistiche tiro | Statistiche tiro | Altre statistiche | Altre statistiche | Altre statistiche | Altre statistiche | Altre statistiche |
| Stagione        | Squadra               | Competizione | Pres.   | Titol.  | Minuti  | Tiri da 2        | Tiri da 3        | Liberi           | Rimb.             | Assist            | Rubate            | Stopp.            | Punti             |
| --------------- | --------------------- | ------------ | ------- | ------- | ------- | ---------------- | ---------------- | ---------------- | ----------------- | ----------------- | ----------------- | ----------------- | ----------------- |
| '94-nov. '94    | Menestrello Cervia    | Serie A2     | 2       | 0       | 20      | 2/3              | 2/3              | 0                | 1                 | 2                 | 3                 | 0                 | 10                |
| 1995-1996       | Il Menestrello Modena | Serie A2     | 31      | 16      | 604     | 56/100           | 17/64            | 59/74            | 49                | 23                | 35                | 1                 | 222               |
| 1996-1997       | Pallacanestro Modena  | Serie B1     |         |         |         |                  |                  |                  |                   |                   |                   |                   |                   |
| 1997-1998       | Pepsi Rimini          | Serie A1     | 20      | 11      | 195     | 13/27            | 1/7              | 13/19            | 11                | 1                 | 9                 | 0                 | 42                |
| 1998-1999       | Pepsi Rimini          | Serie A1     |         |         |         |                  |                  |                  |                   |                   |                   |                   |                   |
| 1999-2000       | Pepsi Rimini          | Serie A1     |         |         |         |                  |                  |                  |                   |                   |                   |                   |                   |
| 2000-2001       | Scavolini Pesaro      | Serie A1     |         |         |         |                  |                  |                  |                   |                   |                   |                   |                   |
| '01-nov. '01    | Scavolini Pesaro      | Serie A      |         |         |         |                  |                  |                  |                   |                   |                   |                   |                   |
| nov. '01-'02    | Würth Roma            | Serie A      |         |         |         |                  |                  |                  |                   |                   |                   |                   |                   |
| 2002-2003       | Lottomatica Roma      | Serie A      |         |         |         |                  |                  |                  |                   |                   |                   |                   |                   |
| 2003-2004       | Carife Ferrara        | Legadue      |         |         |         |                  |                  |                  |                   |                   |                   |                   |                   |
| 2004-2005       | Bancanuova Trapani    | Legadue      |         |         |         |                  |                  |                  |                   |                   |                   |                   |                   |
| '05-feb. '06    | Bancanuova Trapani    | Legadue      |         |         |         |                  |                  |                  |                   |                   |                   |                   |                   |
| feb. '06-'06    | Noi Sport Rieti       | Legadue      |         |         |         |                  |                  |                  |                   |                   |                   |                   |                   |
| '06-gen. '07    | Air Avellino          | Serie A      |         |         |         |                  |                  |                  |                   |                   |                   |                   |                   |
| 2006-2007       | Carife Ferrara        | Legadue      |         |         |         |                  |                  |                  |                   |                   |                   |                   |                   |
| 2007-2008       | Carife Ferrara        | Legadue      |         |         |         |                  |                  |                  |                   |                   |                   |                   |                   |
| 2008-2009       | Carife Ferrara        | Serie A      |         |         |         |                  |                  |                  |                   |                   |                   |                   |                   |
| '09-gen. '10    | Carife Ferrara        | Serie A      |         |         |         |                  |                  |                  |                   |                   |                   |                   |                   |
| ott. '10-'11    | Mazzeo San Severo     | Legadue      |         |         |         |                  |                  |                  |                   |                   |                   |                   |                   |
| 2011-2012       | Upea Orlandina Basket | DNA          | 32      | 23      | 945     | 74/168           | 58/131           | 74/90            | 56                | 85                | 54                | 2                 | 396               |
| Totale carriera |                       |              |         |         |         |                  |                  |                  |                   |                   |                   |                   |                   |